# Maria von Österreich (1531–1581)

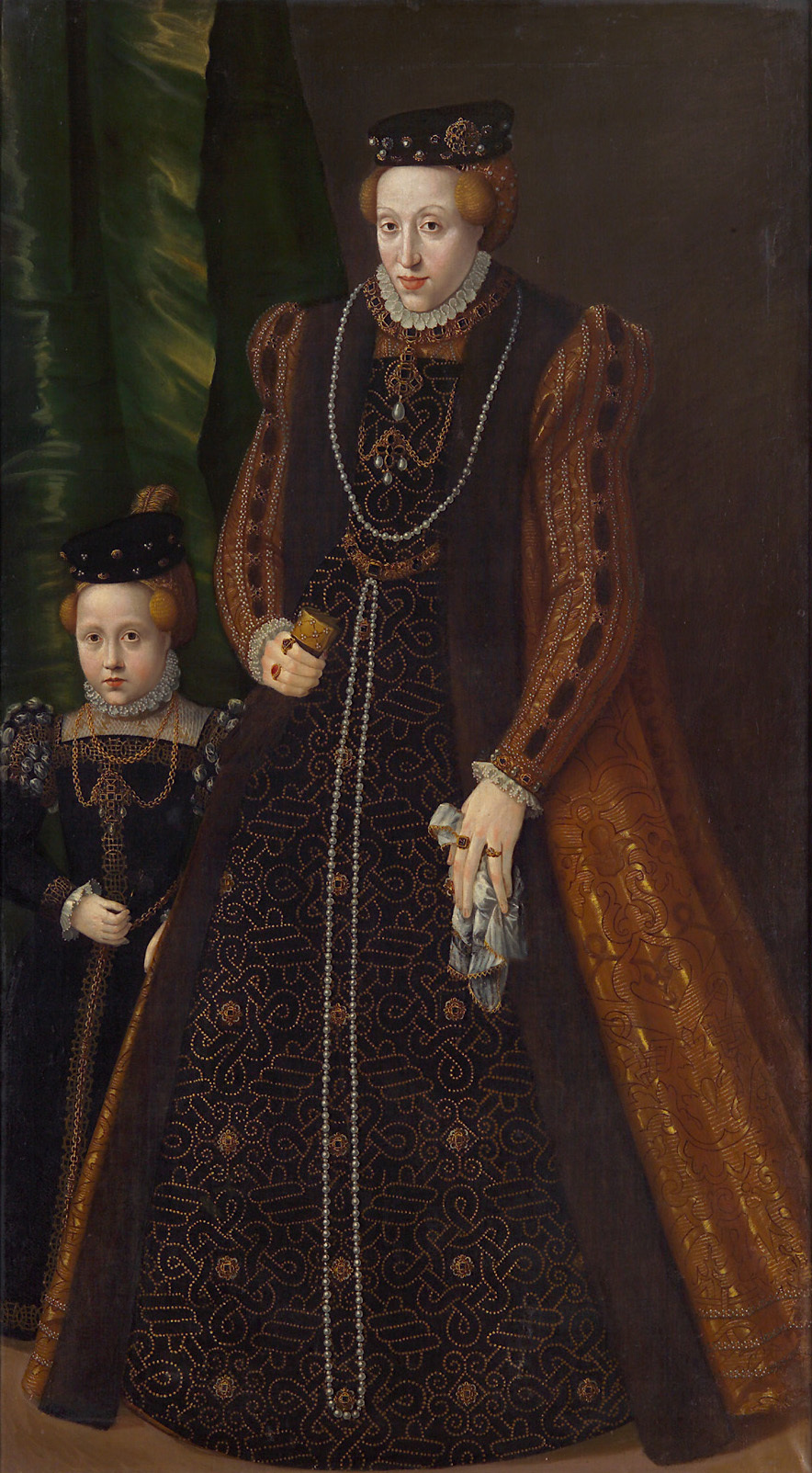
Jakob Seisenegger – Erzherzogin Maria (1531–1581), Herzogin von Jülich, Cleve und Berg, Bildnis in ganzer Figur mit ihrer erstgeborenen Tochter Maria Eleonore, Öl auf Leinwand, um 1555, Kunsthistorisches Museum, Wien

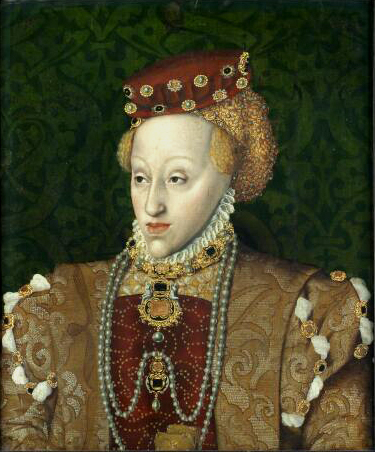
Hans Besser – Porträt der Erzherzogin als Herzogin von Jülich-Kleve-Berg, um 1555, Stadtmuseum Landeshauptstadt Düsseldorf

Maria von Österreich (* 15. Mai 1531 in Prag; † 11. Dezember 1581 im Schloss Hambach) aus dem Haus der Habsburger, war eine Erzherzogin von Österreich und durch Heirat Herzogin von Jülich, Kleve und Berg.

## Leben
Maria war eine Tochter des späteren römisch-deutschen Kaisers Ferdinand I. (1503–1564) aus dessen Ehe mit Anna Jagiello (1503–1547), Tochter des Königs Vladislav II. von Böhmen und Ungarn.
Sie heiratete am 18. Juli 1546 in Regensburg Herzog Wilhelm V. von Jülich-Kleve-Berg, genannt der Reiche (1516–1592). Die Eheschließung wurde sehr aufwändig unter Anwesenheit Kaiser Karls V., dem Onkel Marias, begangen und war eine der Vereinbarungen des Vertrags von Venlo, in dem Wilhelm nach dem Geldrischen Erbfolgekrieg das Herzogtum Geldern an das Haus Österreich abtreten musste und sich verpflichtete im katholischen Lager des Reiches zu bleiben. Kaiser Karl V. erteilte Wilhelm nach der Eheschließung mit seiner Nichte das Privileg, dass beim Aussterben der männlichen Linie seines Hauses auch seine Töchter für nachfolgefähig erachtet wurden. Die Wilhelm aufgezwungene Konvenienzehe galt trotz allem als glücklich.
Maria, eine Enkelin Johannas der Wahnsinnigen, galt als schwermütig und war erst zeitweise, später vollständig geistesgestört. Sie wurde  in der Stiftskirche Mariae Himmelfahrt in Kleve beigesetzt.

## Nachkommen
Aus ihrer Ehe hatte Maria folgende Kinder:
- Marie Eleonore (1550–1608)

⚭ 1573 Herzog Albrecht Friedrich von Preußen (1553–1618)
- Anna (1552–1632)

⚭ 1574 Pfalzgraf Philipp Ludwig von Neuburg (1547–1614)
- Magdalena (1553–1633)

⚭ 1579 Pfalzgraf Johann I. von Zweibrücken (1550–1604)
- Karl Friedrich (1555–1575), Erbprinz
- Elisabeth (1556–1561)
- Sibylle (1557–1627)

⚭ 1601 Markgraf Karl von Burgau (1560–1618)
- Johann Wilhelm (1562–1609), Herzog von Jülich, Kleve und Berg

⚭ 1. 1585 Prinzessin Jakobäa von Baden (1558–1597)
⚭ 2. 1599 Prinzessin Antonie von Lothringen (1568–1610)